# Mio Shinozaki
Mio Shinozaki, född 12 september 1991, är en japansk basketspelare. 
Shinozaki deltog vid olympiska sommarspelen 2020 och var en del av Japans lag som blev utslagna i kvartsfinalen i tremannabasket.